# Omar Guendouz
Omar Guendouz (en arabe : عمر قندوز), né le 25 mars 1950 et mort le 1er septembre 2021, est un comédien algérien.

## Biographie
Omar Guendouz est né le 25 mars 1950 dans le quartier de Zoudj Ayoun (Alger). Il intègre le conservatoire d’Alger où il a comme professeur de chant Mahieddine Bachtarzi. Après l'obtention de son diplôme, il débute au théâtre en jouant dans quelques pièces dont Boualem Zid el Goudam et Babor Ghraq avec Slimane Benaïssa.
Acteur, imitateur, il est surnommé « l'homme-spectacle ».
Il décède à Alger le 1er septembre 2021des suites du Coronavirus,.

## Œuvres
Omar Guendouz compte à son actif plus de 50 ans d'expérience dans le domaine du théâtre, du cinéma et de la télévision :

### Théâtre
- Boualem Zid El Goudam (1974)
- Babor Ghraq

### Télévision et cinéma
- 1980 : Boualem Zid El Goudem
- 1993 : El Hafila
- 1995 : Le portrait
- 1996 : Zawjan fi hayra
- 1998 : Diaf bla arda
- 2000 : Taxi el majnoun